# 柔软点地梅
柔软点地梅（学名：Androsace mollis）为报春花科点地梅属下的一个种。其种加词“mollis ”意为“柔软的”。